# 16399 Grokhovsky
A 16399 Grokhovsky (ideiglenes jelöléssel (16399) 1983 RF2) a Naprendszer kisbolygóövében található aszteroida. Edward L. G. Bowell fedezte fel 1983. szeptember 14-én.